# Homs
Homs (em árabe: حمص) é uma cidade a oeste da Síria e a capital do governadorato homônimo. Encontra-se a 450 metros acima do nível do mar, às margens do rio Orontes, localizada a 162 km de Damasco e 190 km de Alepo. Na Antiguidade foi chamada Emese, Emesa (em grego:  Ἔμεσα). Durante as Cruzadas foi denominada pelos cristãos La Chamelle.
Também é o ponto de interligação entre as cidades do interior e a costa do Mar Mediterrâneo. Na época do Império Romano era conhecida por Emesa. A famosa Fortaleza dos Cavaleiros, um forte dos Cruzados na Síria e um dos castelos militares importantes melhor preservados do mundo, está construído sobre a montanha que vislumbra todo o vale de Homs. É também onde se situa a Tumba de Calide ibne Ualide, um famoso e celebrado general árabe muçulmano. A população estimada da cidade em 2007 era de 1 647 000 habitantes.

## História

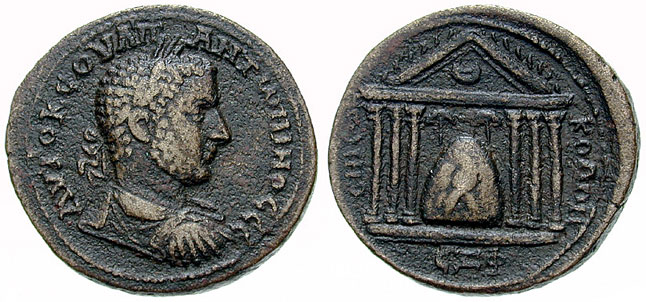
O templo de Emesa ao deus-sol El Gabal, com uma pedra sagrada, no reverso da moeda de bronze do usurpador romano Urânio, século III

Escavações na cidadela de Homs por uma equipe sírio-britânica revelou cerâmicas encontradas logo abaixo da rocha matriz na base do lado sudeste do vale, o que indica que os ocupantes mais antigas datam de 2 300 a.C. aproximadamente. Contudo, as estreitas áreas arqueológicas que são seguras para a a escavação impedem qualquer chance de alcançar os níveis mais profundos vindos do topo do vale, dado sua altura (30 m).
A história de Homs como cidade manteve-se obscura até os tempos do Império Selêucida, quando foi fundada após a morte de Alexandre o Grande. A antiga Emesa, no distrito selêucida de Apameia, era devotada à adoração de Elagabal (erroneamente conhecido por Baal), o Deus-sol, de quem o imperador Heliogábalo (chamado assim tardiamente por sua devoção ao deus) foi um sacerdote (218 d.C.), originalmente. Como um centro de influências nativas ela foi subjugada pela fundação selêucida de Apameia. Durante esse período, Samsigéramo I, um chefe aramaico, reinou em Emesa e Arrastã (Aretusa). Em 64 a.C., Samsigéramo matou Antíoco XIII, o último rei selêucida, a mando de Pompeu o Grande. Durante este período, a cultura helenística floresceu mas a língua aramaica prevaleceu pelas regiões orientais como a língua dos nativos.
Em Emesa existia um templo ao deus-sol sírio Heliogábalo. Durante o Império Romano, Emesa foi governada pela dinastia local de pastores-reis. É também o local de nascimento do Imperador romano Heliogábalo, que foi um sacerdote hereditário de Elagabal e sucedeu seu primo Caracala em 218 d.C. Caracala tornou-a uma colônia romana (o status de colônia era o status urbano mais importante do império romano), e posteriormente ele tornou-se a capital de uma pequena província capital, Fenícia Libanense. Emesa foi o quartel-general do imperador romano Aureliano durante o conflito contra a rainha Zenóbia de Palmira. 
Depois da divisão do Império romano em 395, Emesa permaneceu como parte do Império Bizantino Cristão até a sua tomada pelo exército do Califado Ortodoxo em março de 636 e foi renomeada como Homs. Homs tornou-se um centro administrativo/militar (junde) sob o califado Ortodoxo e em seguida pelo Califado Omíada. Com a queda dos omíadas, a cidade gradualmente perdeu sua importância. Ela também sofreu dois grandes terremotos no século XII. Após os omíadas, Homs passou às mãos do Califado Abássida, dos Hamadânidas, do Califado Fatímida, dos turcos seljúcidas, do Império Aiúbida e do Sultanato Mameluco do Egito. Foi tomada brevemente pelos cruzados e mongóis. Em 1516, esta passou às mãos dos Otomanos, que permaneceu como a capital de um sanjaco no vilaiete de Damasco até a criação do estado moderno da Síria após a I Guerra Mundial. A cidade floresceu sob o recém-formado estado sírio devido a sua localização central e destruição parcial da cidade rival de Hama em 1982 quando Hafez al-Assad ordenou o exército sírio esmagar a rebelião da Irmandade Muçulmana. Israel bombardeou a refinaria de petróleo de Homs durante a Guerra do Yom Kippur em 1973. Em 1982, os serviços de segurança cercaram a zona industrial para capturar membros renegados da Irmandade Muçulmana. Durante esse cerco, houve mortes em grande escala de cidadãos presentes naquela localidade.
Entre 2011 e 2014, durante a guerra civil que tomou conta do país, a cidade foi palco de intensos combates entre militantes da oposição síria e forças leais ao governo Assad. Como resultado da luta, milhares de pessoas morreram e a cidade ficou parcialmente em ruínas.
Em dezembro de 2024, após poucos dias de ofensiva, os rebeldes retomaram a cidade após as tropas do regime Assad desistirem de defende-la.

## Demografia
Homs, como a maior parte da Síria, tem uma população bastante diversa. Sunitas, cristãos e alauítas (um ramo de xiitas sírios) residem na cidade em grande número. Homs também abriga pequenas comunidades de sírios-armênios e refugiados palestinos. A população é conhecida pela tolerância e é menos conservadora do que a população de outras cidades sírias.

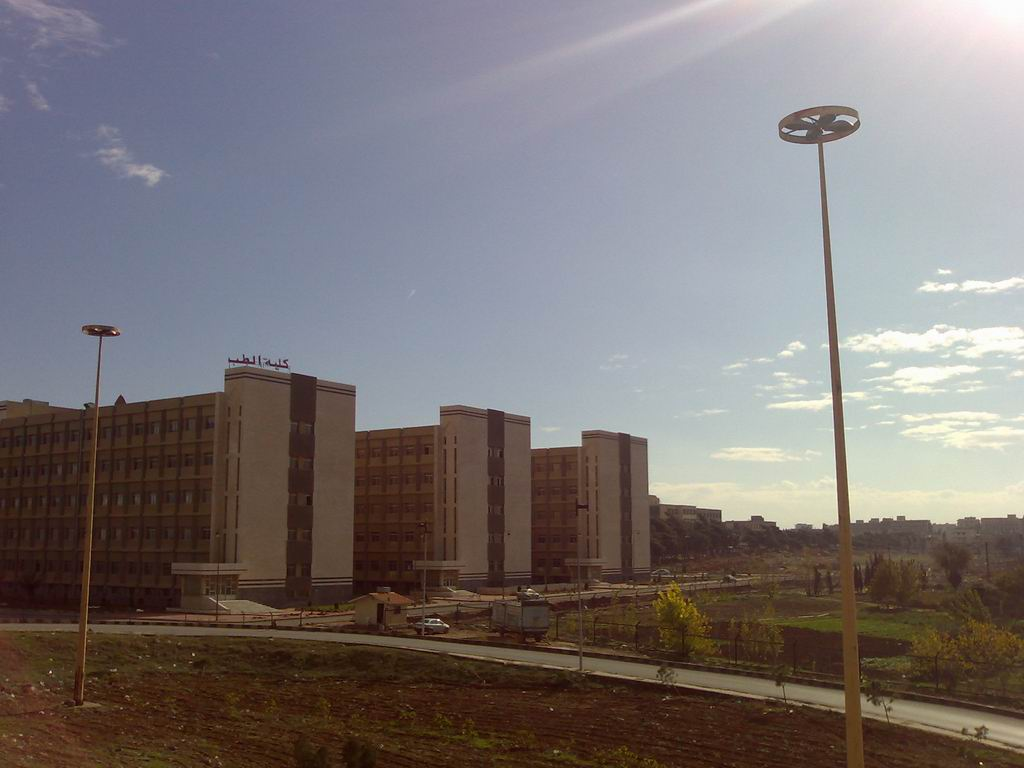
Faculdade de Medicina da Universidade Al-Baath

Muitos de seus habitantes que imigraram vieram principalmente para a América; se estabelecendo em países como o Brasil no início e meados do século XX.

## Educação
Homs abriga a Universidade Al-Baath. A universidade abriga várias faculdades incluindo medicina, engenharia, artes e ciências e algumas escolas técnicas. A Universidade Teuto-Alemã em Wadi al-Nasarah foi inaugurada em 2004 e está localizada 30km a oeste da cidade. A Escola Internacional de Choueifat recentemente abriu uma unidade na cidade.

## Economia
Homs é um centro de agricultura, servindo os agricultores da periferia rural da cidade. Possui várias indústria pesadas públicas como uma refinaria de petróleo a oeste da cidade. Um crescente setor privado floresceu na década passada e muitas pequenas e médias empresas ocuparam a zona industrial noroeste e sul da cidade. Uma nova refinaria de açúcar está sendo construída por uma empresa brasileira e uma fábrica de automóveis está em construção por Iran Khodro. Uma fábrica de fosfato e uma refinaria de petróleo está sendo construída a leste da cidade. O setor de serviços é restrito mas crescente.

## Esportes
Homs possui dois grandes estádios a oeste da cidade e é a casa do Al-Karamah Sports Club. o time do Al-Karamah é vencedor de vários campeonatos regionais e nacionais. Homs também é a casa do Al-Wathba Sports Club.

## Culinária
A culinária de Homs é muito apreciada na Síria. Pratos famosos como: o Homsi (kibe),  o Beitenjan mehshi (berinjela recheada), o shakriah e o halawet al-jubn.

## Pontos turísticos

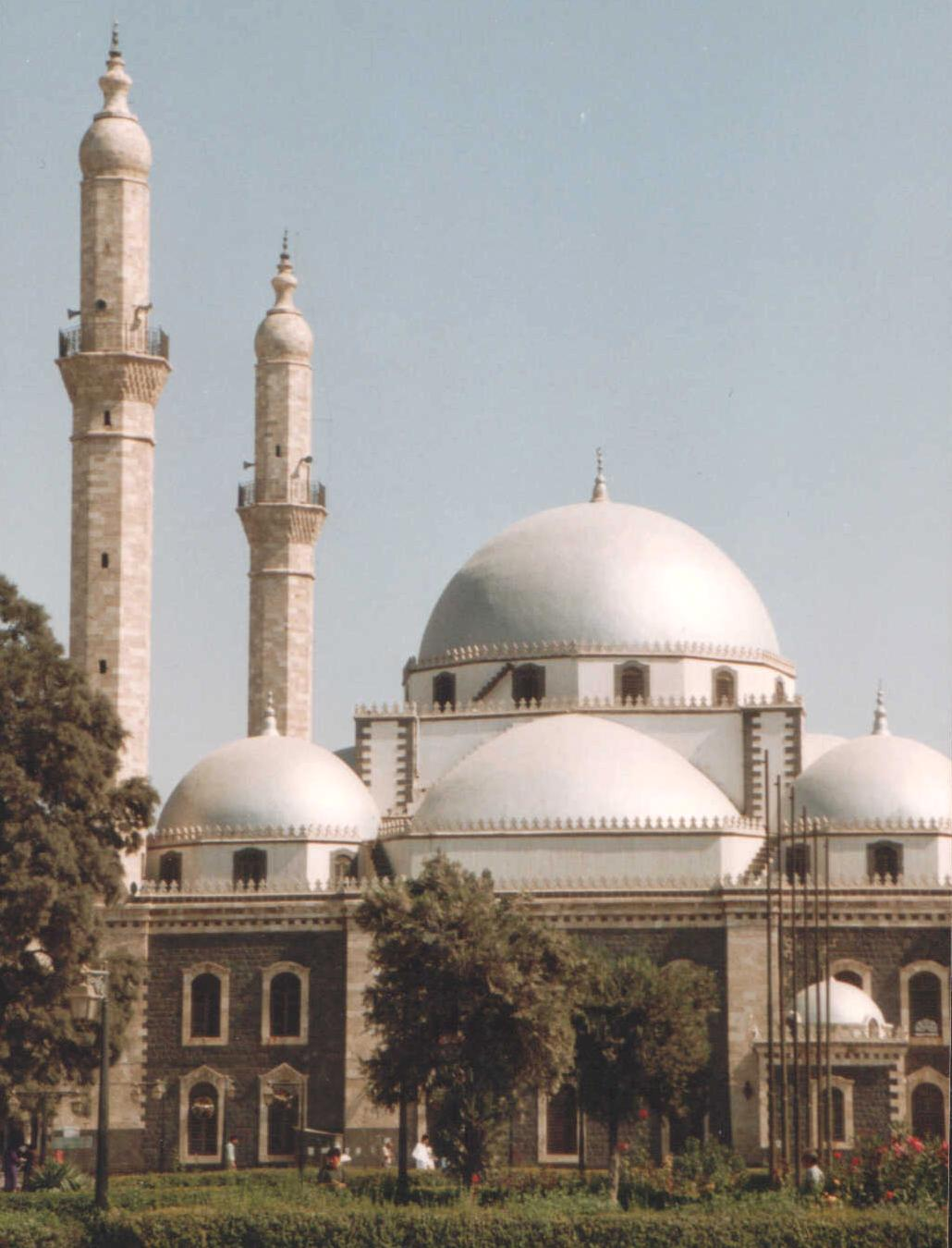
Mesquita de Calide ibne Ualide

- Castelos: Fortaleza dos Cavaleiros.
- Restaurantes históricos: Restaurante e Bar Al-Agha, Restaurante e Bar Juila Dumna.
- Museus: Museu de Homs, Museu de Tradições da Residência Histórica Zahrawi.
- Locais religiosos: Mesquita Al Fadael, Mesquita Al-Nouri, Um Al-Zennar (Igreja de Santa Maria), Mar Elian (Tumba de Santo Elian) e Mesquita de Calide ibne Iázide.

## Filhos notáveis
- Hashim Atassi, ex-presidente da Síria.
- Nureddin al-Atassi, ex-presidente da Síria.
- Luai al-Atassi, ex-presidente da Síria.
- Ghassan Al Sibai, pintor.
- Abdulkader Azzouz, pintor.
- Muhammad Tulaimat, pintor.
- George Wassouf, cantor pop.
- Mustafa Sibai, fundador da Juventude Islâmica na Síria.
- Ignace Moussa I Daoud, cardeal prefeito da Congregação do Vaticano para as Igrejas Orientais.
- Elagabalus, imperador do Império Romano.
- Asma Assad, esposa do presidente sírio Bashar al-Assad.
- Ragueb Chohfi, empresário sírio-brasileiro.
- Club Homs, clube associativo na cidade brasileira de São Paulo.